# 1505 az irodalomban
Az 1505. év az irodalomban.

## Új művek
- Jean Lemaire de Belges belga vallon költő: Épîtres de l'amant vert.
- Stephen Hawes angol udvari költő fő műve: The Passtyme of Pleasure (Élvezet Édene); közel 6000 soros, tanító célzatú allegorikus költemény.[1]

## Születések
- február 5. – Aegidius Tschudi svájci történetíró († 1572)
- 1505 – Székely István krónikaíró és reformátor († 1565)
- 1505 – Mikołaj Rej lengyel költő, író, politikus, zenész († 1569)
- 1505 körül – Lodovico Castelvetro itáliai irodalomtörténész († 1571 körül)
- 1505 körül – Jörg Wickram sokoldalú német (korai újfelnémet) költő, író († 1562 előtt)

## Halálozások
- október 18. – Al-Szujúti középkori egyiptomi arab történetíró, teológus, nyelvtudós (* 1445)
- 1505 – Tito Vespasiano Strozzi itáliai költő a reneszánsz idején, az Este hercegi család ferrarai udvarában (* 1424)